# Júlio Prestes
Júlio Prestes de Albuquerque (Itapetininga, 15 de março de 1882 – São Paulo, 9 de fevereiro de 1946) foi um advogado, fazendeiro, poeta e político brasileiro.
Filho do quarto presidente do estado de São Paulo, Fernando Prestes de Albuquerque, e Olímpia de Santana, foi casado com Alice Vianna. Foi o último presidente do Brasil eleito durante o período conhecido como República Velha, mas, impedido pela Revolução de 1930, não assumiu o cargo. Júlio Prestes foi o único político eleito presidente da República do Brasil pelo voto popular a ser impedido de tomar posse.
Foi o décimo terceiro presidente eleito do estado de São Paulo (1927–1930), e, foi sucedido por seu vice Heitor Penteado devido à candidatura de Prestes à presidência da República.
Em 23 de junho de 1930, tornou-se o segundo brasileiro a ser capa da revista Time. O primeiro foi o herpetólogo Afrânio do Amaral.
Não deve ser confundido com Luís Carlos Prestes, com quem, apesar do sobrenome, não tinha parentesco.

## Início da carreira
Graduado em direito pela Faculdade de Direito de São Paulo em 1906. Casou com Alice Vianna Prestes (filha de Abílio Vianna e de Mª Izabel de Barros Vianna) com quem teve 3 filhos.
Iniciou sua carreira política em 1909, elegendo-se deputado estadual em São Paulo pelo Partido Republicano Paulista (PRP). Reelegeu-se várias vezes até 1923, defendendo o funcionário público de São Paulo.
Apresentou, como deputado estadual, os projetos de lei que criaram o Tribunal de Contas de São Paulo e a Faculdade de Medicina Veterinária e Zootecnia da Universidade de São Paulo. Foi autor da lei que incorporou a Estrada de Ferro Sorocabana ao patrimônio do Estado de São Paulo.
Na Revolta paulista de 1924, combateu na Coluna Sul, junto com Ataliba Leonel e Washington Luís, expulsando os rebeldes da região da Sorocabana.

## Deputado federal
Em 1924, foi eleito para a Câmara dos Deputados, onde exerceu a liderança da bancada dos deputados paulistas. Posteriormente, assumiu a presidência da Comissão de Finanças e a liderança da bancada governista do presidente Washington Luís.
Como líder da maioria na Câmara dos Deputados, foi o responsável pelas articulações que resultaram na aprovação, em dezembro de 1926, do Plano de Estabilização Econômica e Financeira do Governo Washington Luís.
Conseguiu que fossem transformadas em lei, as pensões e aposentadorias dos ferroviários. Trabalhou para a aprovação de um Código do Trabalho.
Foi reeleito deputado federal para o período de 1927 a 1929 com sessenta mil votos, a maior votação do Brasil na época.

## Presidente do Estado de São Paulo
Seu pai, o coronel Fernando Prestes de Albuquerque, diversas vezes deputado e presidente do estado de São Paulo entre 1898 e 1900, ocupava o cargo de vice-presidente do estado na gestão de Carlos de Campos, que foi vítima de embolia cerebral e faleceu em 27 de abril de 1927.
Em seguida à morte de Carlos de Campos, o coronel Fernando Prestes renunciou ao cargo de vice-presidente. Com a vacância dos cargos de presidente e vice, foram realizadas novas eleições e Júlio Prestes foi eleito presidente do estado de São Paulo.
Júlio Prestes assumiu o governo do estado de São Paulo em 14 de julho de 1927.
Iniciou a construção da estação São Paulo da Estrada de Ferro Sorocabana, hoje chamada Estação Júlio Prestes, que ficou pronta em 1937, no governo de Ademar Pereira de Barros.
Sua principal obra de governo foi a construção do Ramal de Mairinque, segunda ligação ferroviária do interior de São Paulo com o porto de Santos, quebrando o monopólio da Estrada de Ferro Santos-Jundiaí.
O Ramal de Mairinque sendo de bitola estreita, permitia a chegada de trens das Estradas de Ferro Sorocabana, NOB e da Companhia Mogiana de Estradas de Ferro, ao porto de Santos sem necessidade de baldeação das cargas.
Retomou a construção de estradas de rodagem, (iniciadas na gestão de Washington Luís), entre elas a São Paulo-Rio e São Paulo-Paraná.
Em uma medida pioneira em privatização de rodovias, autorizou a construção, em regime de concessão privada, através da lei 2.360 de 1929, de uma rodovia de concreto ligando São Paulo a Santos: a futura Rodovia Anchieta, a qual foi iniciada por Júlio Prestes, os primeiros quilômetros e implementada, posteriormente, pelo interventor federal Ademar Pereira de Barros.
Criou a Diretoria de Estradas de Rodagem, embrião do Departamento de Estradas de Rodagem.
Em 13 de julho de 1928 foi inaugurado o serviço telefônico automático na cidade de São Paulo.
Reorganizou o Banespa e o Instituto do Café de São Paulo, para a defesa do café através do tripé: Limitação dos estoques nos portos, financiamento da retenção de café e propaganda no exterior.
Construiu mais de 1 200 salas de aula, na época, chamadas "Escolas Isoladas", aumentando o número de alunos matriculados em escolas estaduais de 80 000 para 120 000, ou 50%.
Criou o Manicômio Judiciário do Estado. Promoveu uma intensa campanha de combate à hanseníase. Criou o Instituto Biológico de Defesa Agrícola e Animal e a Escola de Medicina Veterinária de São Paulo.

Conseguiu que fosse promulgado o Código de Processo Civil e comercial de São Paulo, que tramitava havia 8 anos no Congresso Legislativo do estado. Construiu os asilos-colônias Cocais, Aimorés e Pirapitingui, para portadores de hanseníase.

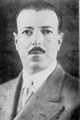
Júlio Prestes

Com relação à ecologia, fez leis pioneiras sobre a proteção da caça e pesca já se referindo à extinção de espécies, lei sobre fiscalização de produção e consumo de alimentos e ao combate a doenças próprias da lavoura e da pecuária.
Criou o Parque da Água Branca, preservando uma grande área verde na cidade de São Paulo. Incentivou a policultura. Introduziu na lavoura canavieira paulista a cana-de-açúcar tipo Java que triplicou a produtividade daquela lavoura.
Conseguiu fazer o aproveitamento das águas da Represa de Santo Amaro, atual Represa de Guarapiranga, para o abastecimento da capital, resolvendo, por vários anos, ao problema da deficiência de abastecimento de água na cidade de São Paulo. Elaborou os projetos para retificação do leito do Rio Tietê na capital, obra executada posteriormente por Ademar Pereira de Barros. Iniciou a retificação do Rio Pinheiros em São Paulo.
Construiu os edifícios do Palácio da Justiça, da Faculdade de Medicina, o Instituto Biológico e iniciou, em 1928, a formação do Jardim Botânico de São Paulo.
Fez pesquisa pioneira de petróleo em São Paulo, trazendo do exterior geólogos renomados para a pesquisa do subsolo paulista. Foram perfurados poços de petróleo em Bofete, São Pedro e Guareí encontrando-se pequena quantidade de xisto e uma pequena quantidade de óleo líquido. Em São Pedro, os poços perfurados terminaram por encontrarem água mineral dando origem à estância hidromineral de Águas de São Pedro. Essa pesquisa de petróleo, no interior de São Paulo, porém não é considerada a descoberta oficial de petróleo no Brasil, a qual correu em Lobato (Salvador), em 1939, descoberta esta coordenada pelo ministro da agricultura Fernando de Sousa Costa, que fora, como secretário da agricultura de Júlio Prestes, também fora quem coordenara as pesquisas de petróleo em São Paulo.
Foi pioneiro no incentivo à utilização do álcool de cana-de-açúcar como combustível em automóveis, promovendo programa chamado "Alcohol Motor" ("Álcool Motor").

## A campanha presidencial e a Revolução de 1930

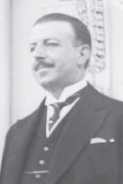
Júlio Prestes em 1930

Em 1929, Júlio Prestes foi indicado, depois de uma consulta a todos os 20 governadores de estado, por Washington Luís como candidato do governo à sucessão presidencial, contando com o apoio do oficialismo, ou seja, os governadores de dezessete estados. Negaram apoio a Júlio Prestes apenas os Governos de Minas Gerais, Rio Grande do Sul e Paraíba.
Júlio Prestes passou o governo de São Paulo ao seu vice, Heitor Penteado, e candidatou-se à Presidência da República, tendo como candidato a vice Vital Soares, então presidente da Bahia.

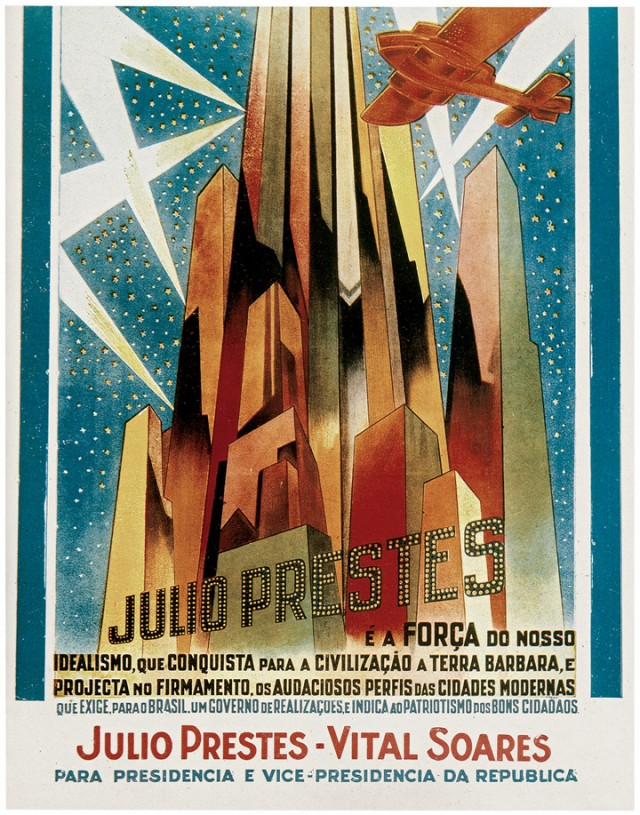
Cartaz de campanha de Júlio Prestes para Presidente da República na eleição de 1930.

Essa indicação, porém, desagradou o Partido Republicano de Minas Gerais (PRM), especialmente os partidários do governador Antônio Carlos Ribeiro de Andrada, que esperava que fosse mantida a tradição de revezamento entre mineiros e paulistas na Presidência da República, regra não escrita que garantira a estabilidade da República Velha. O vice-presidente da República Melo Viana, mineiro, e seus partidários mantiveram o apoio a Washington Luís e Júlio Prestes.
O PRM, então, articulou a Aliança Liberal, integrada pelos oficialismos de Minas Gerais, Paraíba e Rio Grande do Sul, a que se somaram forças opositoras de diversos estados.
Os candidatos da Aliança Liberal foram o presidente do Rio Grande do Sul Getúlio Vargas, para a Presidência da República, e o presidente da Paraíba, João Pessoa, para vice.
Após uma campanha acirrada, em 1 de março de 1930, realizaram-se as eleições. Pela contagem oficial finalizada pelo Congresso Nacional em maio de 1930, o candidato Júlio Prestes, chamado de "Candidato Nacional", obteve 1 091 709 votos contra 742 794 votos recebidos por Getúlio Vargas, chamado "Candidato Liberal". Em São Paulo, Júlio Prestes teve 91% dos votos. Como era hábito nos pleitos da República Velha, o resultado oficial foi recebido com descrédito pelos candidatos derrotados e por boa parte da opinião pública, havendo acusações de fraude também contra a Aliança Liberal.
Após a divulgação dos resultados oficiais, Júlio Prestes passou o governo do estado em definitivo para o seu vice-presidente Heitor Penteado, em maio de 1930, e viajou para o exterior, sendo recebido como presidente eleito em Washington, Paris e Londres. Discursando em Washington, Júlio Prestes afirmou que o Brasil nunca seria uma ditadura. No regresso, ainda passou pela ilha da Madeira a 24 de julho. Júlio Prestes só retornou a São Paulo em 6 de agosto, sendo recebido por uma multidão de adeptos, na Estação da Luz.
No Brasil, a situação tornava-se tensa com as denúncias de fraude veiculadas pela Aliança Liberal e, sobretudo, pelo assassinato do candidato à Vice-Presidência pela coligação, João Pessoa. Nesse ambiente, começou a gestar-se uma revolução que visava a depor o presidente Washington Luís antes da transmissão do mando a Júlio Prestes.
A Revolução de 1930 teve início em 3 de outubro de 1930. Enquanto as forças revolucionárias colhiam sucessos em sua campanha que avançava do Rio Grande do Sul rumo ao Rio de Janeiro, em 24 do mesmo mês, Washington Luís foi deposto por um golpe militar gestado na Capital Federal. Instalou-se no poder uma junta militar que, no dia 3 de novembro de 1930, entregou o poder a Getúlio Vargas, líder das forças revolucionárias.

## A Revolução de 1932 e o exílio

Recepção a Júlio Prestes na Academia Militar de West Point

Após a deposição de Washington Luís, Júlio Prestes, já de regresso ao Brasil, pediu asilo ao Consulado britânico. Viveu no exílio até 1934, quando retornou ao Brasil após a reconstitucionalização do país, passando a dedicar-se ao cultivo do algodão em sua Itapetininga natal, na fazenda Araras, de seu pai, o Coronel Fernando Prestes.
Ainda no exílio, apoiou, fervorosamente a Revolução de 1932. Criticou a Revolução de 1930, quando, em 1931, estava em Portugal dizendo:
| “ | O que não compreendo é que uma nação, como o Brasil, após mais de um século de vida constitucional e liberalismo, retrogradasse para uma ditadura sem freios e sem limites como essa que nos degrada e enxovalha perante o mundo civilizado! | ” |

Nos quatro anos de exílio, Júlio Prestes voltou a fazer poesia, sua paixão de juventude. Merecem menção o poema de desabafo "Brutus", dedicado ao seu cachorro, e "Prece", poema sobre seu exílio em Portugal. Nas duas obras, os versos buscam revelar a angústia vivida longe do país e dos amigos que, segundo o autor, não lhe foram solidários no momento de maior necessidade.
Tanto Júlio Prestes quanto os demais políticos da República Velha, tiveram suas administrações devassadas pela chamada "Justiça Revolucionária" e por um "Tribunal Especial" criado, por decreto de Getúlio Vargas em 1930. Esse "Tribunal Especial" encerrou suas atividades meses depois, sem nada ter encontrado de irregular nas administrações de Júlio Prestes e dos demais próceres políticos da República Velha.
Escreveu uma carta a Getúlio Vargas, apoiando a entrada do Brasil na Segunda Guerra Mundial.
Júlio Prestes somente voltou à cena política em 1945, com a deposição de Getúlio Vargas por novo golpe militar, que levou à redemocratização do país, após a promulgação da Constituição de 1946.
Júlio Prestes foi fundador da União Democrática Nacional (UDN) e membro da comissão diretora desse partido. Faleceu no ano seguinte.
Júlio Prestes escondeu, no porão da casa sede de sua fazenda, seu arquivo particular, onde este permaneceu emparedado, por 50 anos, para não ser confiscado pela Revolução de 1930.
No Centenário de Júlio Prestes em 1982, como parte das comemorações, seu arquivo particular foi desenterrado e doado ao Arquivo Público do Estado de São Paulo.

## Homenagens

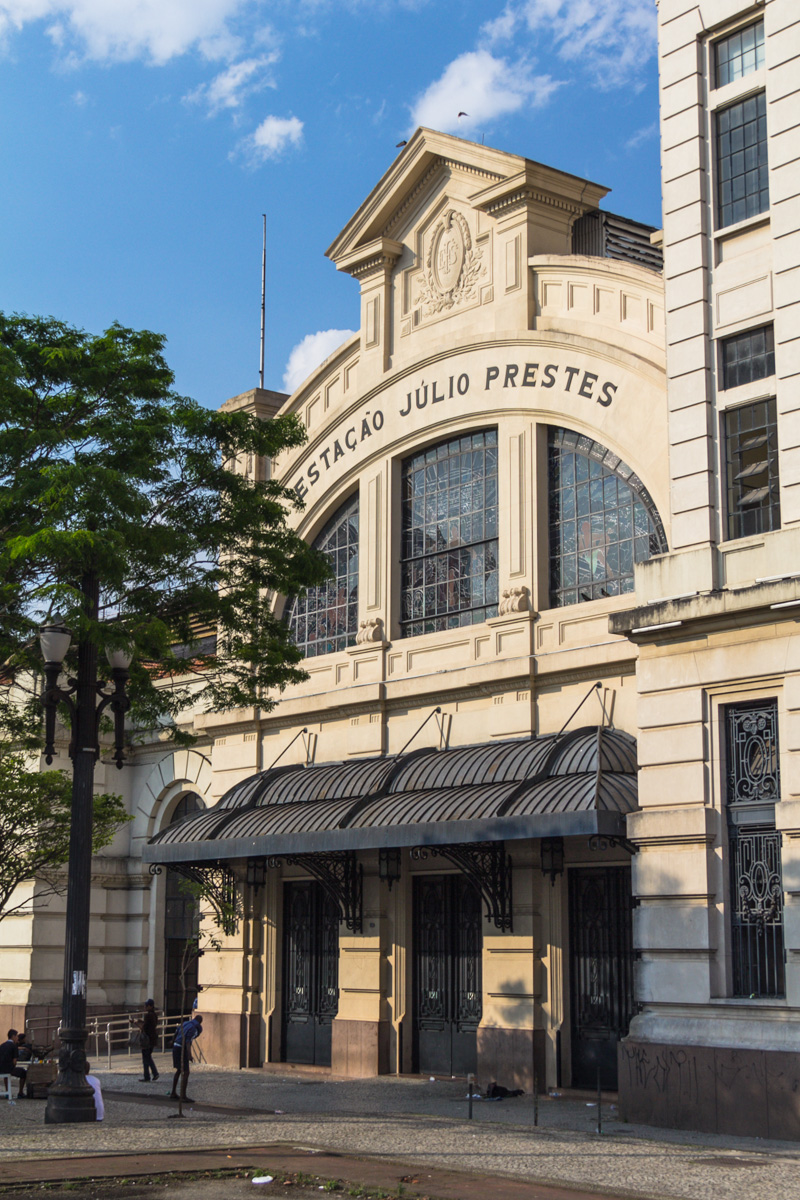
Estação Júlio Prestes

A antiga Estação São Paulo da Estrada de Ferro Sorocabana, por ele construída no centro de São Paulo, foi rebatizada Estação Júlio Prestes, após sua morte em 1946.
Nesse local, existe hoje, dentro do projeto de revitalização do centro da cidade de São Paulo, uma sala de concertos sinfônicos, chamada Sala São Paulo, inaugurada em 9 de julho de 1999, fazendo parte do Complexo Cultural Júlio Prestes, que é a sede da Orquestra Sinfônica do Estado de São Paulo.
Um projeto de lei para considerar Júlio Prestes como Presidente para todos os efeitos legais foi aprovado na Câmara (PL 1938, de 2011), mas arquivado no Senado, em 2014. Sua foto não consta na Galeria de Presidentes do Palácio do Planalto (ao contrário de Tancredo Neves e Pedro Aleixo), embora presente no site da Biblioteca da Presidência da República.

## Cronologia sumária
- Deputado estadual em São Paulo - (1909-1923)
- Deputado federal - (1924-1927)
- Presidente do estado de São Paulo - (1927-1930)
- Presidente Eleito do Brasil - (1930)

## Galeria

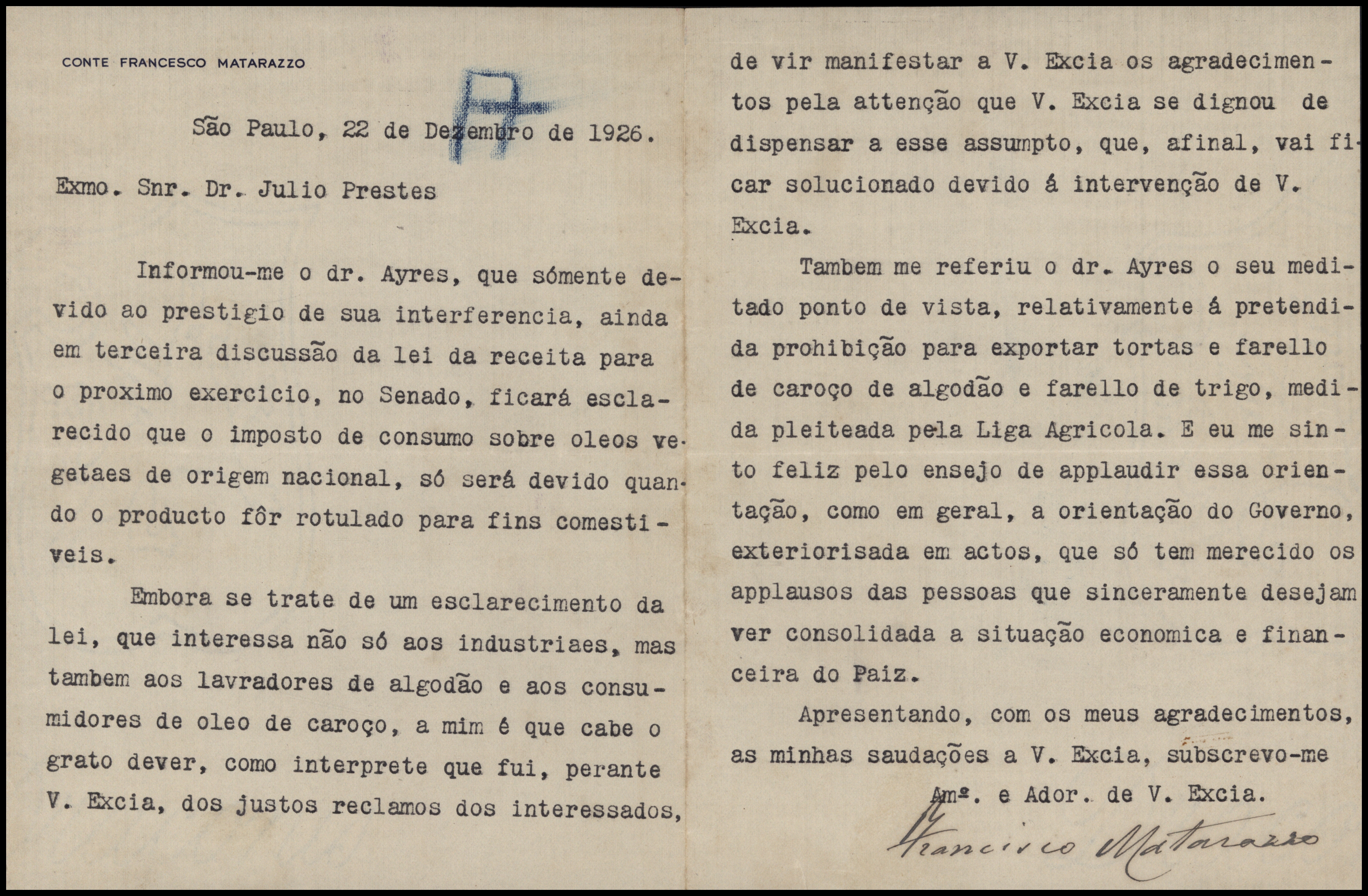
Carta de Francesco Matarazzo para Julio Prestes
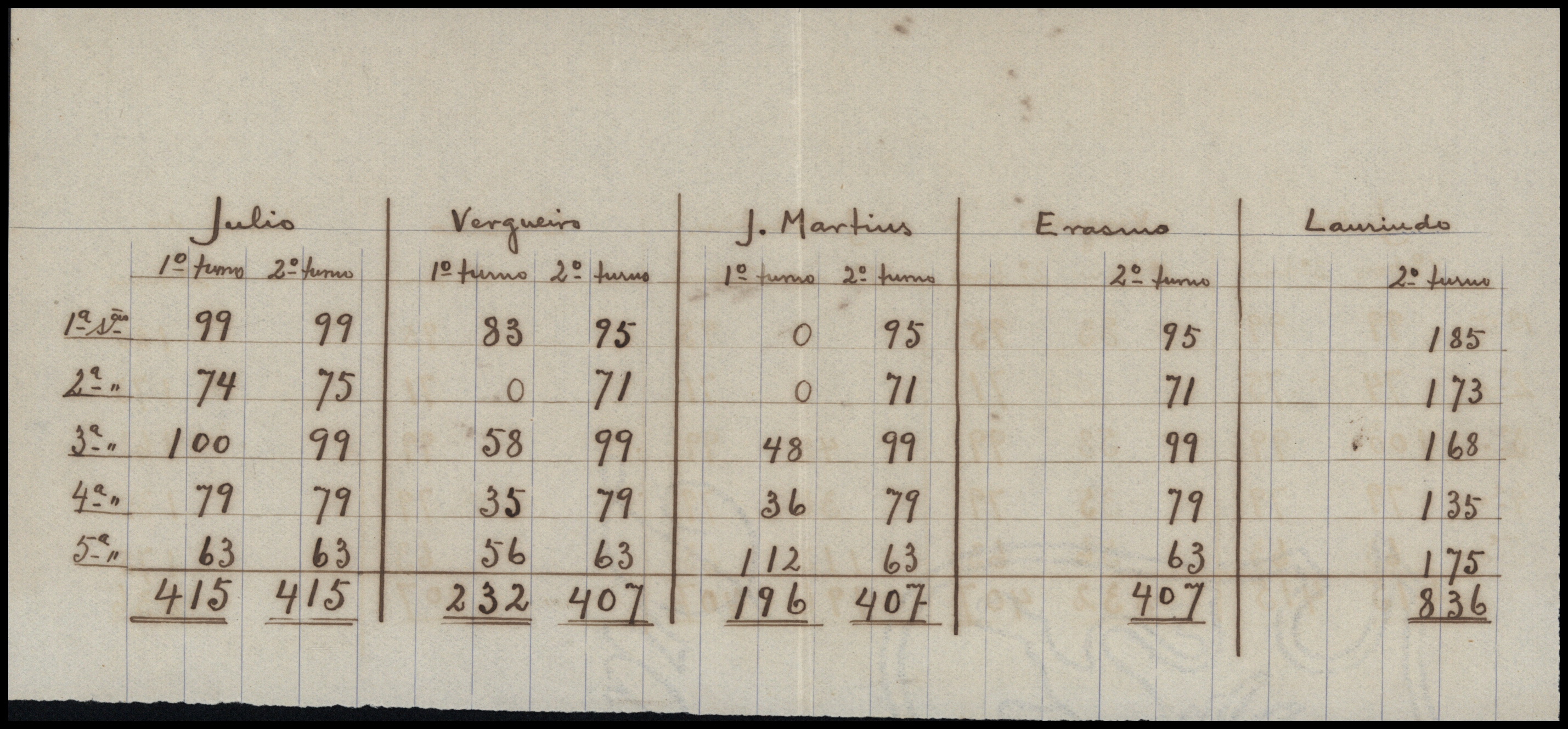
Tabela de apuração de votos em eleição entre Julio Prestes, Vergueiro, J. Martins, Erasmo e Laurindo
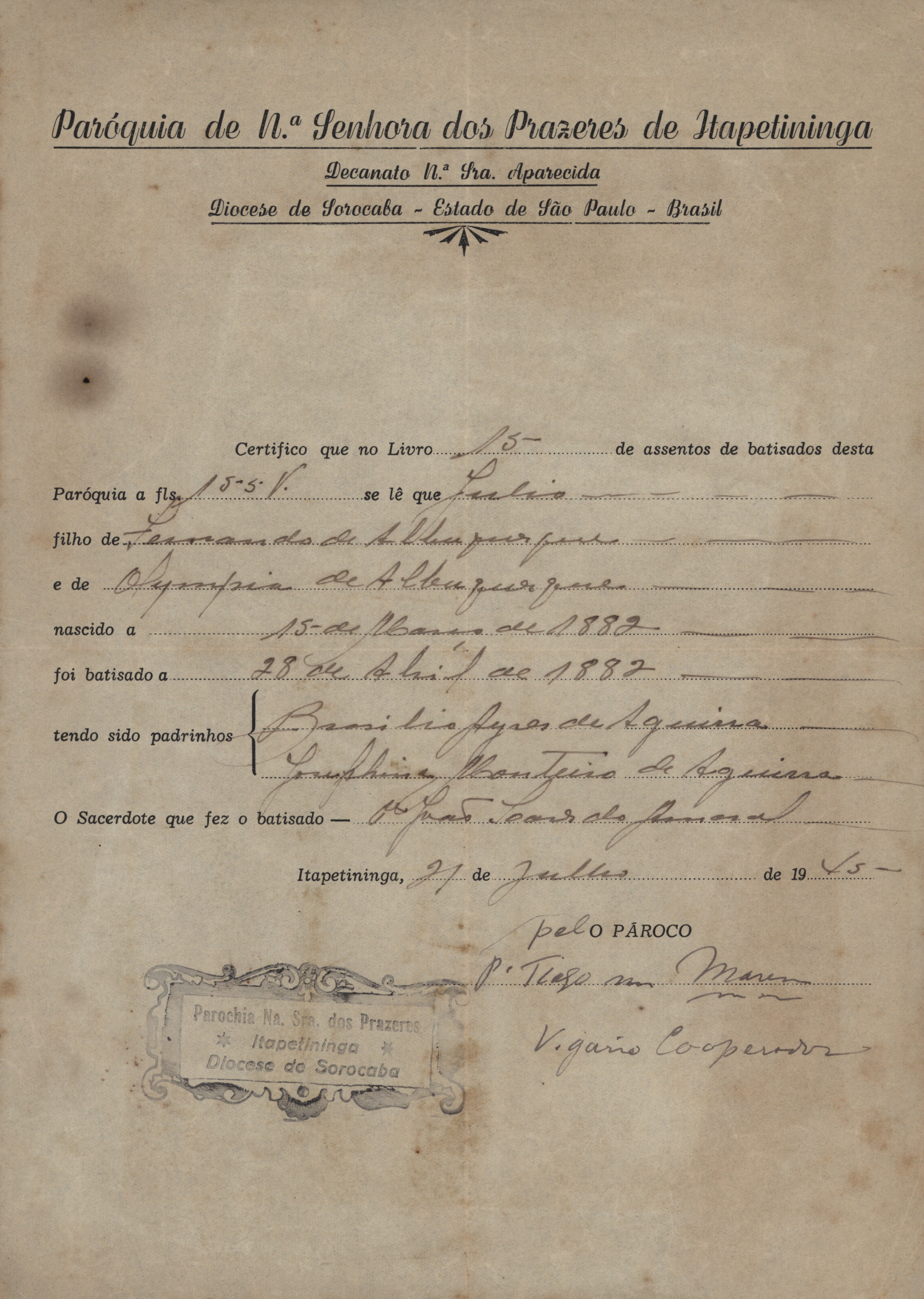
Certificado de batismo de Julio Prestes